# 兰普萨库斯
兰普萨库斯（羅馬化：Lampsakos）是坐落于战略要地——特洛阿德北部地区赫勒斯滂东岸的一座古希腊城市。

## 古代历史
其原本名为皮提乌萨，是福西亚与米利都的殖民地。前6世纪遭到了附近爱琴海色雷斯克尔松尼斯僭主老米太亚德与斯忒萨格拉斯（Stesagoras）的攻击。前6至5世纪，兰普萨库斯先后由呂底亞、波斯、雅典以及斯巴达控制。大流士一世麾下的希腊僭主希波克鲁斯（Hippoclus）与其子阿坎泰德斯（Acantides）曾统治该地。阿爾塔薛西斯一世将这座城市分配给了地米斯托克利，希望其能给波斯国王供应名酒。前479年的米卡列战役之后兰普萨库斯加入了提洛同盟，并缴纳了12塔兰同，足以显示其富有。一枚前4世纪的金币也表明了这一点，因为这只有较为繁荣的城邦才会拥有。

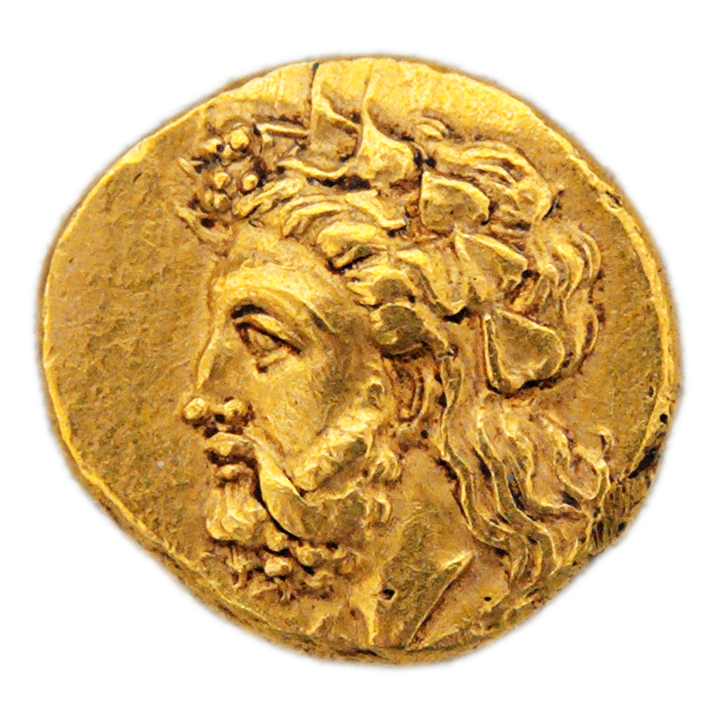
绘有常青藤花环狄俄倪索斯/普里阿普斯头像的兰普萨库斯金币，约前360年－前340年

前411年伯罗奔尼撒战争期间，一场反对雅典的叛乱遭到镇压。前196年，罗马人守卫此城，对抗安条克三世，该城成为罗马的盟友。西塞罗与斯特拉波证实该城在罗马统治时期依旧繁荣。兰普萨库斯因崇拜神祗普里阿普斯而知名，这位神据说诞生于此。
哲学家阿那克萨哥拉大约在前434至433年因诉讼失败被流放于此。兰普萨库斯的市民们树立起一座祭坛以纪念他，并在他的去世周年日多次纪念。
苏达记载道当地人亲近波斯，亚历山大大帝对此极为生气，威胁要给他们以严厉的伤害。为了拯救妻儿以及家园，人们请求史家以及亚历山大的导师兰普萨库斯的阿那克西米尼来说情。亚历山大知道其前来的目的，向众神起誓将与阿那克西米尼所说的反着来。于是后者说：“请为我做这些，陛下：奴役兰普萨库斯的妇孺，焚毁他们的寺庙，将这座城市夷为平地。”亚历山大对这个聪明的把戏无能为力，且被誓言所缚，只得无奈地赦免了兰普萨库斯人。
兰普萨库斯产生了诸多知名的历史学家与哲学家。卡戎（Charon，约前500年）撰写了波斯、利比亚、埃塞俄比亚的历史，还写了家乡的书志。老迈特罗多鲁斯（前5世纪）是阿那克萨哥拉开办的学校的一位哲学家。斯特拉托（约前335年至前269年）是逍遥学派哲学家，亚里士多德雅典吕克昂学院的第三任主管。欧埃翁是柏拉图的学生。一些兰普萨库斯人在伊壁鸠鲁的圈子里，包括数学家波吕亚努斯、哲学家伊多墨纽斯、讽刺作家克罗特斯以及兰普萨库斯的李昂提乌斯；伊多墨纽斯的妻子巴提斯是小迈特罗多鲁斯的妹妹，而其兄长提谟克拉底斯亦是伊壁鸠鲁的朋友。兰普萨库斯的阿那克西米尼是一位修辞学家和历史学家，其同名的外甥亦是历史学家。

## 教会史
根据传说，250年圣特里丰在尼西亚殉道后就葬于兰普萨库斯。
兰普萨库斯第一位知名的主教是君士坦丁大帝时期的帕尔特尼乌斯（Parthenius）。364年，主教座由马尔西安就位。同年，在兰普萨库斯举行了一次主教会议。381年，马尔西安被传唤到君士坦丁堡参加第一次君士坦丁堡公會議，但其拒绝放弃对马其顿基督教派的信仰。其他知名主教还包括丹尼尔（Daniel，其协助举办了451年的迦克墩公會議）、哈摩纽斯（Harmonius，458年）、君士坦丁（680年，参加了第三次君士坦丁堡公會議）、约翰（787年）、欧斯克蒙（Euschemon）等。在《主教志》列表中兰普萨库斯一直出现到了12至13世纪。著名的兰普萨库斯宝藏（现藏于大英博物馆）即可追溯到这一时期。该教區现在是一个领衔教区。